# Alexander I. von Velen
Alexander I. von Velen (* 1556; † 1630) war Domherr und Hofmarschall im Hochstift Münster, kaiserlicher Obrist sowie Amtsdroste in Wolbeck.

## Leben

### Herkunft und Familie
Alexander von Velen entstammte als Sohn des Hermann von Velen und seiner Gemahlin Maria (Margaretha) von Morrien (1523–1596) der westfälischen Adelsfamilie von Velen und hatte unter anderen die Geschwister
- Adrian (um 1540-nach 1594, Domherr in Münster)
- Hermann (1544–1611, Hofmarschall und Landdrost)
- Johannes (1556–1616, Domherr in Münster und Landrat)
- Reiner († 1561, Domvikar, Vicedominus) und die Kanonissen Elisabeth, Sophia, Anna und Agnes.

Alexander war verheiratet mit Agnes von Leerodt († 1624). Aus der Ehe sind die Kinder Alexander (1599–1675, kaiserlicher Generalfeldmarschall), Ernst († 1627, Domherr in Münster), Maria (1601–1624) und Agnes Alexandrine hervorgegangen.

### Wirken
Am 2. Juni 1575 nahm Alexander Besitz von der Präbende, die sein Bruder Hermann innehatte. 1587 verzichtete er auf diese Pfründe. Am 6. März 1604 zum Amtsdrosten in Wolbeck ernannt, folgte die Bestallung zum Drosten in Sassenberg am 29. November 1607. Er war Hofmarschall des Fürstbischofs.
In den Türkenkriegen konnte sich Alexander in Diensten des Kaisers auszeichnen, so dass dieser die Familie im Jahre 1628 in den Reichsfreiherrnstand erhob.

### Sonstiges
Alexanders Vater erwarb aus den Erbansprüchen seiner Mutter Margaretha von Raesfeld das Schloss Raesfeld. Dieses Gut erhielt er als Erbe, während sein Bruder Hermann den alten Familiensitz Velen erbte. Alexanders gleichnamiger Sohn war als Kaiserlicher Feldmarschall im Dreißigjährigen Krieg erfolgreich. Er ließ die Burg Raesfeld zum Residenzschloss umbauen und erhielt 1641 die erbliche Reichsgrafenwürde.

## Quelle
- Wilhelm Kohl: Das Domstift St. Paulus zu Münster, Bd. 2 (= Germania Sacra, NF 17,2: Die Bistümer der Kirchenprovinz Köln. Das Bistum Münster). de Gruyter, Berlin 1982, ISBN 3-11-008508-9, S. 628.